# The sailing man
The sailing man is een kunstwerk in Amsterdam-Centrum.

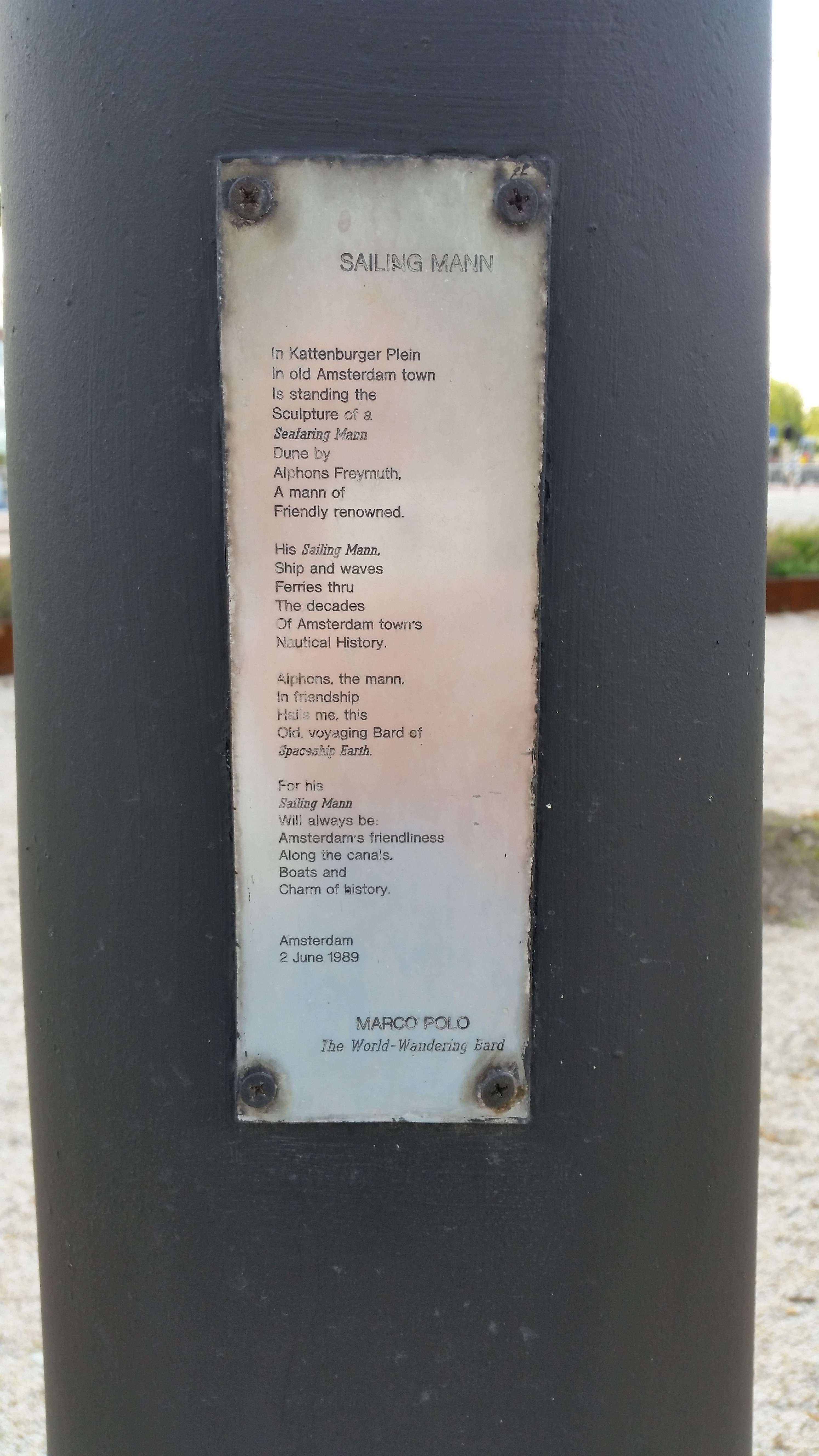
Plaquette uit 1989 van Marco Polo

Schepper van het werk is Alphons Freijmuth/Freymuth). Het beeld werd ontworpen op verzoek van de gemeente Amsterdam, dat een kunstwerk bestelde voor het Kattenburgerplein, dat verwees naar de scheepvaarthistorie van Kattenburg. Freijmuth kwam met een bijna tweedimensionaal beeld van een groetende schipper, een zeilboot en een golf in silhouetvorm. Het geheel is geplaatst op stang van hetzelfde materiaal, waarbij het het gevoel opwekt van een windvaan, maar hij staat vast gemonteerd. De zeeman lijkt een saluut te brengen aan het Nederlands Scheepvaartmuseum.
Op de paal is een tekst van Marco Polo uit 1989 te lezen; hij zou naar eigen zeggen van oorsprong Amerikaans dichter en wereldreiziger zijn. Deze Marco Polo heeft het op de plaquette continue over "Mann" in plaats van "Man".